# Swatch Group
Swatch Group Ltd. designer, producer, distribuerer og sælger ure, urværker og smykker. Swatch Group blev dannet i 1983 ved fusion af to schweiziske urproducenter: ASUAG og SSIH (der også inkluderede virksomheden Certina). Virksomheden beskæftiger mere end 33.600 mennesker i 50 lande.